# Tom Greatrex
Thomas James Greatrex (né le 30 septembre 1974) est un homme politique britannique du Parti travailliste coopératif, qui est député de Rutherglen et Hamilton West entre 2010 et 2015 et ministre fantôme de l'énergie de 2011 à 2015.
En 2016, Greatrex devient PDG de la Nuclear Industry Association.

## Jeunesse
Greatrex est né à Ashford, dans le Kent. Il grandit à Tunbridge Wells et fréquente la Judd School entre 1986 et 1993, avant d'étudier l'économie, le gouvernement et le droit à la London School of Economics, dont il obtient son diplôme en 1996.

## Carrière
Greatrex travaille comme chercheur auprès du chef de file de l'opposition, Donald Dewar, avant les élections générales de 1997, et reste dans ce poste après que Nick Brown ait pris la relève en tant que chef de file, avant de rejoindre avec lui le ministère de l'Agriculture, de la Pêche et de l'Alimentation en 1998. Il quitte ce poste en 1999 pour travailler comme responsable du syndicat GMB pendant cinq ans. Il s'installe en Écosse en 2004 pour occuper un poste de directeur général au sein du conseil d'East Dunbartonshire puis travaille comme directeur des affaires générales pour NHS 24 entre 2006 et 2007. Il travaille ensuite comme conseiller politique pour les secrétaires écossais Douglas Alexander, Des Browne et Jim Murphy.
Le 1er février 2016, Greatrex est nommé PDG de la Nuclear Industry Association. Il est aussi vice-président de l'Association des supporters de football.

## Carrière politique
Sélectionné comme candidat du Parti travailliste écossais pour Rutherglen et Hamilton West, Greatrex est élu avec une majorité de 21 002 voix aux élections générales de 2010 au Royaume-Uni.
Il est sous-secrétaire d'État fantôme pour l'Écosse, assistant Ann McKechin, secrétaire d'État fantôme pour l'Écosse, jusqu'en octobre 2011, date à laquelle il est nommé ministre fantôme de l'Énergie.
En tant que ministre fantôme de l'énergie, Greatrex critique les deux côtés du débat sur la Fracturation hydraulique, affirmant qu'une approche « fondée sur des preuves » est nécessaire et que même si le gaz de schiste ne résoudra pas les pénuries d'énergie à l'avenir, la fracturation hydraulique pourrait avoir un rôle à jouer dans le cadre d'une « réglementation stricte »,.
Il perd son siège de Westminster au profit de Margaret Ferrier du Parti national écossais aux élections générales de 2015, elle est élue avec une majorité de 9 975 voix.
Greatrex est un critique féroce de la société Atos, qui effectue des évaluations de capacité de travail des personnes handicapées pour le compte du ministère du Travail et des Retraites,.